# Anna (Illinois)
Anna és una ciutat dels Estats Units a l'estat d'Illinois. Segons el cens del 2000 tenia 5.136 habitants.

## Demografia
Segons el cens del 2000, Anna tenia 5.136 habitants, 2.168 habitatges, i 1.214 famílies. La densitat de població era de 586,7 habitants/km².
Dels 2.168 habitatges en un 24,7% hi vivien nens de menys de 18 anys, en un 41,2% hi vivien parelles casades, en un 12% dones solteres, i en un 44% no eren unitats familiars. En el 41% dels habitatges hi vivien persones soles el 24,3% de les quals corresponia a persones de 65 anys o més que vivien soles. El nombre mitjà de persones vivint en cada habitatge era de 2,08 i el nombre mitjà de persones que vivien en cada família era de 2,8.
Per edats la població es repartia de la següent manera: un 19,7% tenia menys de 18 anys, un 7% entre 18 i 24, un 26,5% entre 25 i 44, un 21,8% de 45 a 60 i un 25% 65 anys o més.
L'edat mediana era de 43 anys. Per cada 100 dones de 18 o més anys hi havia 84,4 homes.
La renda mediana per habitatge era de 24.663 $ i la renda mediana per família de 30.912 $. Els homes tenien una renda mediana de 27.070 $ mentre que les dones 21.316 $. La renda per capita de la població era de 16.714 $. Aproximadament el 15,9% de les famílies i el 23,6% de la població estaven per davall del llindar de pobresa.

## Poblacions properes
El següent diagrama mostra les poblacions més properes.